# Rongeur

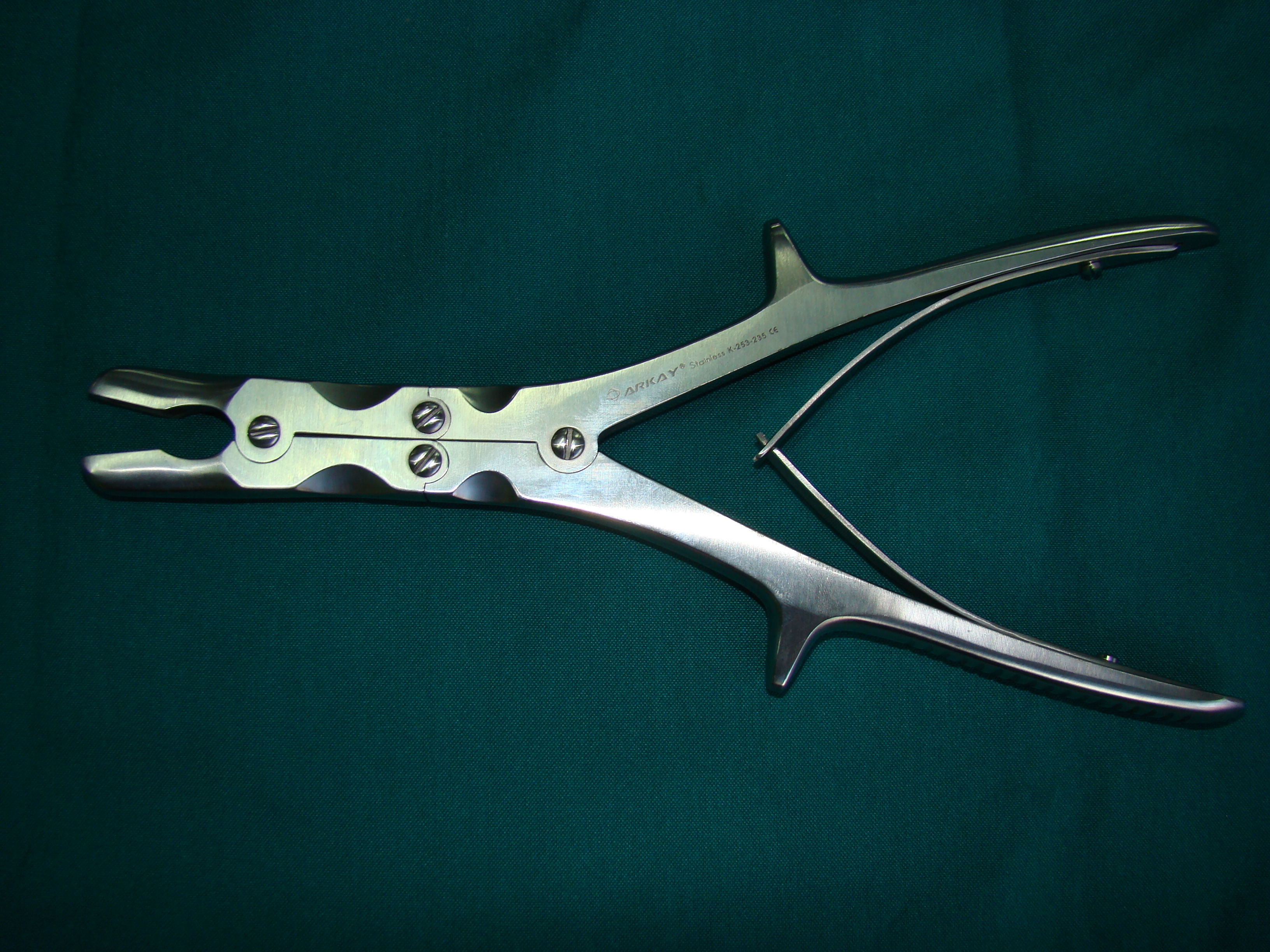
Rongeur, übersetzt (mit drei Gelenken)

Ein Rongeur (französisch für ‚Nager‘, ‚Nagetier‘) – deutsch auch Hohlmeißelzange – ist ein chirurgisches Instrument zum Entfernen von Gewebe. Das Instrument hat ein oder drei federnde Gelenke. Die Spitze ist ausgehöhlt oder abgekantet und hat scharfkantige Schneiden. Der Rongeur wird für allem in der Orthopädie und Neurochirurgie zum Abtragen von Knochengewebe an schwer zugänglichen Stellen verwendet. Nach der Bauform unterscheidet man Rongeure nach Beyer (DIN 13194), Luer (DIN 13193), Friedmann, Böhler, Ruskin (DIN 13192), Schneidemann, Kerrison und Stille (DIN 13191).